# Boscs humits montans de Nova Guinea septentrional
Les Selves pluvials montanes de Nova Guinea del Nord és una ecoregió de Boscos tropicals i subtropicals de frondoses humits al nord de Nova Guinea. L'ecoregió cobreix diverses serralades separades situades al nord de la Serralada Central de Nova Guinea i al sud de l'Oceà Pacífic.

## Geografia
L'ecoregió inclou els boscos montans per sobre dels 1.000 metres d'altitud a les muntanyes Van Rees, les muntanyes Gauttier-Foya, les muntanyes Cíclopes, les muntanyes Bewani, les muntanyes Torricelli, les muntanyes Príncep Alexander i les muntanyes Adelbert. Aquestes serralades aïllades s'eleven des de les terres baixes del nord de Nova Guinea, generalment d'est a oest i entre la Serralada Central i el mar. Les muntanyes del nord de Nova Guinea no són tan altes com la Serralada Central; les muntanyes Van Rees arriben als 1.430 m, les de Foya als 2.193, les de Cyclops als 2.158, les de Bewani als 2.000, les de Torricelli als 1.650, les del Príncep Alexander als 1.240 i les muntanyes Adelbert als 1.718.
Els boscos montans estan envoltats de boscos pluvials de terres baixes del nord de Nova Guinea i boscos pantanosos d'aigua dolça a elevacions més baixes, però difereixen dels boscos de terres baixes en la forma i la composició d'espècies.

## Clima
L'ecoregió té un clima de selva tropical montana.

## Flora
Les selves tropicals montanes cobreixen la major part de l'ecoregió. Els boscos montans generalment tenen una capçada més baixa que les selves tropicals de terres baixes. Els arbres tenen capçades més petites, fulles verdes brillants més petites i no tenen arrels contrafort. Els arbres de capçada comuns inclouen espècies de Nothofagus, Lithocarpus, Castanopsis, Syzygium i Ilex, les famílies Lauràcies, Cunoniàcies, Mirtàcies i Elaeocarpàcies, i diverses coníferes. Nothofagus i la conífera Araucaria poden créixer en boscos purs i densos. Myrtaceae, Elaeocarpaceae i coníferes es tornen més comunes a altituds més elevades. Per sobre dels 2.000 metres d'altitud, les coníferes Dacrycarpus, Podocarpus, Phyllocladus i Papuacedrus predominen com a arbres de capçada i emergents.

## Fauna
L'ecoregió té 51 espècies de mamífers, incloent-hi marsupials, rosegadors múrids i ratpenats. Hi ha tres espècies de mamífers endèmics, Dendrolagus scottae, l'equidna de musell llarg d'Attenborough i el petaure d'Abid.
L'ecoregió té quatre espècies d'aus endèmiques: el rasclet de Mayr, el jardiner de crinera groga, el jardiner dels Adelbert i el menjamel de Mayr. Abasta l'àrea d'aus endèmiques de les Muntanyes del nord de Papua.

## Àrees protegides
Un estudi estimatiu de 2017 afirmava que 3.374 km2, o 15%, de l'ecoregió és en àrees protegides. Vora la meitat de l'àrea no protegida és encara amb coberta forestal. Les àrees amb protecció són Mamberamo-Foja Wildlife Reserve i Pegunungan Cyclops Nature Reserve a Indonèsia.